# 志玉
志玉（しぎょく、永徳3年/弘和3年（1383年） - 寛正4年9月6日（1463年10月18日））は、室町時代中期の東大寺の学僧。字は総円。号は渡西。談宗。諡号は普一国師。
幼いころに東大寺戒壇院総融に師事して出家し、戒壇院長老融存から戒律・華厳を学んだ。1417年（応永24年）中国の明に渡り、皇帝に華厳経を進講して普一国師の号を賜った。5年後に帰国して東大寺に住し戒壇院長老に就任した。戒壇院では華厳経を講じ、称光天皇や室町幕府6代将軍足利義教の帰依を得た。造東大寺大勧進に任じられ、相模国鎌倉極楽寺・金沢称名寺・周防国防府阿弥陀寺で華厳経を講じている。